# Kauppen (Spessart)
Der Kauppen oder Kauppenberg ist ein 361 Meter hoher Berg im bayerischen Spessart. Er liegt südöstlich von Waldaschaff zwischen Mitteltal und Kleinaschafftal. An den südlichen Hängen verläuft die Bundesautobahn 3.  Der Kauppen gab der Kauppenbrücke ihren Namen. Auf dem Gipfel steht das Kauppenkreuz.
Der bewaldete Teil des Berges bildet die Gemarkung Waldaschaff im gemeindefreien Gebiet Waldaschaffer Forst.